# Masters de Hong Kong de Snooker de 2022
O Masters de Hong Kong de 2022 ou Hong Kong Masters de 2022 foi um torneio de snooker profissional por convite que ocorreu de 6 a 9 de outubro de 2022 no Hong Kong Coliseum, Hung Hom em Hong Kong. Organizado pelo Conselho de Controle de Esportes de Bilhar de Hong Kong (em inglês:  Hong Kong Billiard Sports Control Council — HKBSCC) e pelo Circuito Mundial de Snooker (em inglês:  World Snooker Tour — WST) como parte da temporada de snooker de 2022–23, o torneio não realizado desde a edição de 2017. Foi o primeiro torneio profissional de snooker realizado fora da Europa, bem como o primeiro grande evento desportivo realizado em Hong Kong, desde o início da pandemia de COVID-19. Cerca de 9 mil espectadores assistiram à final do torneio, estabelecendo um novo recorde de maior público presente em uma partida de snooker. O vencedor recebeu 100 mil libras esterlinas de uma premiação total de 315 mil libras esterlinas.
Dois jogadores originários de Hong Kong e os seis primeiros jogadores no ranking mundial de snooker após o Campeonato Mundial de 2022 receberam convites para a competição. Os jogadores estrangeiros receberam uma isenção limitada dos regulamentos da COVID-19 de Hong Kong, permitindo-lhes viajar entre o local e o hotel sem ficar em quarentena. Zhao Xintong foi convidado a participar do evento, mas teve que desistir depois que testou positivo para COVID-19 e acabou sendo substituído na chave por Mark Williams.
Neil Robertson foi o defensor do título, tendo derrotado Ronnie O'Sullivan por 6–3 na final da edição de 2017. Ele perdeu por 4–6 para O'Sullivan nas semifinais. Natural de Hong Kong, Marco Fu, afastou-se do esporte após passar por uma cirurgia em 2017 e não competiu profissionalmente por mais de dois anos após o Aberto do País de Gales de 2020 (2020 Welsh Open), devido às restrições de viagem do COVID-19. No entanto, ele derrotou Mark Selby por 5–2 nas quartas de final e fez o quinto break máximo de sua carreira no frame decisivo de sua semifinal contra John Higgins. Foi a sétima vez na história do snooker que um jogador fez um break máximo no frame decisivo de uma partida. O'Sullivan enfrentou Fu na final e venceu por 6–4. O break de 147 pontos de Fu foi maior dos 18 century breaks realizados durante o evento.

## Visão geral

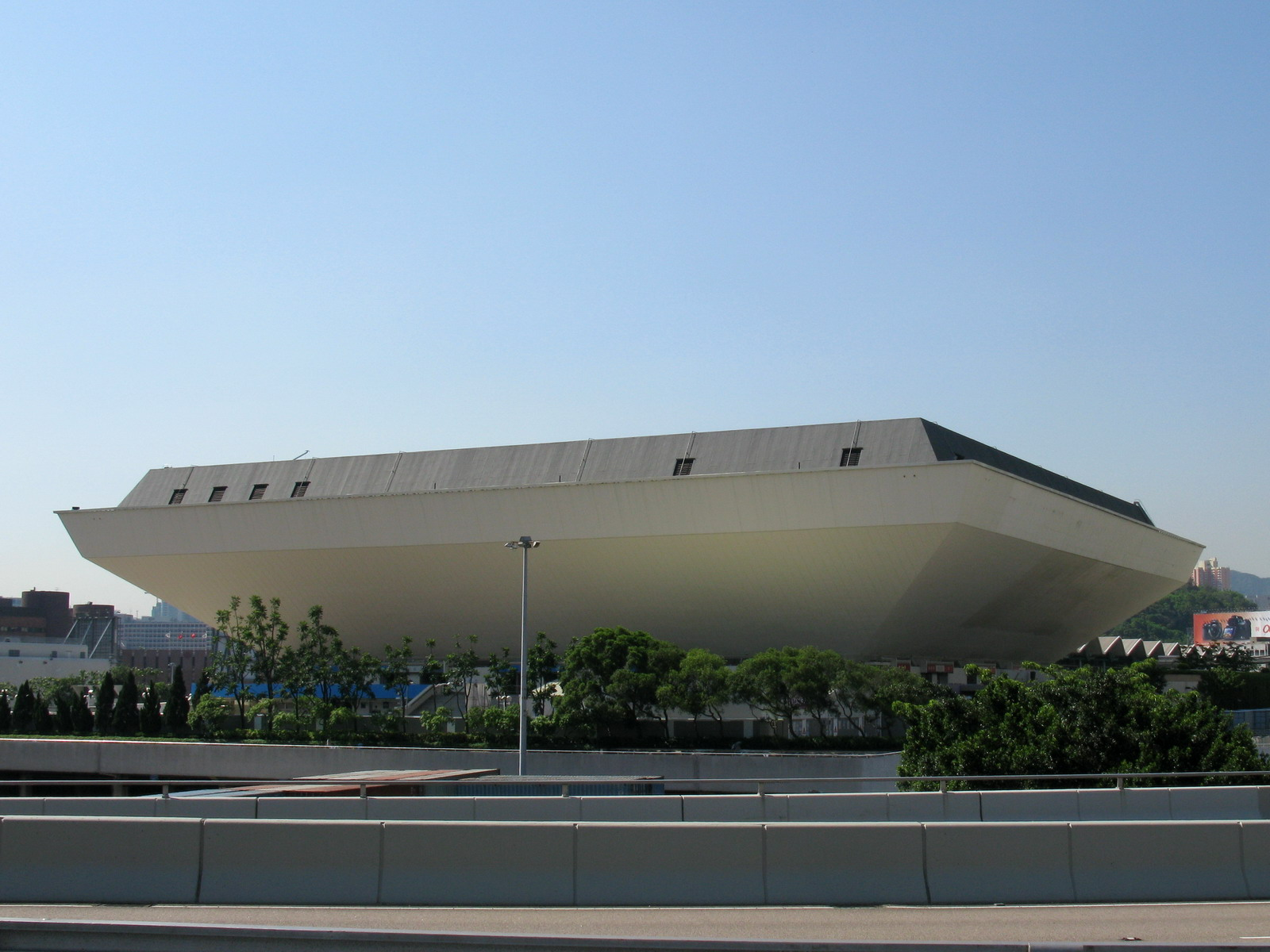
O evento aconteceu no Hong Kong Coliseum em Hong Kong.

O Masters de Hong Kong (Hong Kong Masters) é uma competição profissional de snooker que foi realizada pela primeira vez em 1983; o campeão da edição inaugural foi Doug Mountjoy. Realizado de 6 a 9 de outubro de 2022 no Hong Kong Coliseum, Hung Hom, em Hong Kong, o evento de 2022 foi a retomada do Hong Kong Masters desde o último em 2017. Foi também o primeiro torneio profissional de snooker disputado fora da Europa, assim como o primeiro grande evento esportivo realizado em Hong Kong, desde o início da pandemia de COVID-19. O evento foi organizado pelo Conselho de Controle de Esportes de Bilhar de Hong Kong (em inglês:  Hong Kong Billiard Sports Control Council — HKBSCC) e pelo Circuito Mundial de Snooker (em inglês:  World Snooker Tour — WST) como parte da temporada de snooker de 2022–23. Ele estabeleceu um novo recorde de público presente em uma partida de snooker, com cerca de 9 milespectadores presentes na final.
Oito jogadores foram escolhidos para competir no evento, os seis melhores jogadores do ranking mundial após o Campeonato Mundial de 2022 e dois naturais de Hong Kong, Marco Fu e Ng On-yee. Os jogadores estrangeiros receberam uma isenção limitada dos regulamentos de COVID-19 de Hong Kong, permitindo-lhes viajar entre o local e o hotel sem quarentena. Zhao Xintong desistiu do torneio após testar positivo para COVID-19 e foi substituído por Mark Williams, o próximo jogador elegível de acordo com os critérios do evento por convite.
As partidas foram disputadas no melhor de nove frames nas quartas de final e no melhor de 11 frames na semiifnal e na final. O evento foi transmitido localmente pela Now TV; na Eurosport no Reino Unido e na Índia; na Liaoning TV, Superstar online, Kuaishou, Migu, Youku e Huya.com na China; no Sportscast na Indonésia; na TAP nas Filipinas; no True Sport na Tailândia; no Sports Cast em Taiwan; no Astro SuperSport na Austrália; no DAZN no Canadá e pela Matchroom Sport em todos os demais países via streaming.

## Premiação
O evento teve uma premiação total de 315 mil libras esterlinas, sendo 100 mil libras esterlinas a parte do vencedor. A distribuição dos prêmios (prize money) para o evento foia seguinte:
| Posição                               | Prêmio                    |
| ------------------------------------- | ------------------------- |
| Campeão                               | 100 000 libras esterlinas |
| Vice-campeão                          | 50 000 libras esterlinas  |
| 3–4 (perdedores das semifinais)       | 32 000 libras esterlinas  |
| 5–8 (perdedores das quartas de final) | 22 500 libras esterlinas  |
| Maior break                           | 10 000 libras esterlinas  |
| Total                                 | 315 000 libras esterlinas |

## Resumo

### Quartas de final
As quartas de final foram disputadas em 6 e 7 de outubro no melhor de nove frames. Marco Fu havia se afastado do esporte após passar por uma cirurgia em 2017, e então não competiu profissionalmente por mais de dois anos após o Aberto do País de Gales de 2020 devido às restrições de viagem da pandemia de COVID-19. No entanto, ele venceu três dos primeiros quatro frames contra Mark Selby e venceu a partida por 5–2. Fu admitiu que considerou a aposentadoria durante suas ausências prolongadas do circuito profissional.
John Higgins derrotou Judd Trump pela primeira vez em quatro anos, após sete derrotas consecutivas para Trump, que incluíram as finais do Campeonato Mundial de 2019 e o Campeão dos Campeões de 2021. Higgins venceu o primeiro frame, mas Trump empatou o placar com uma break de 136 pontos no segundo. Higgins venceu os dois próximos frames com entradas de 102 e 68 e assumiu uma vantagem de 3–1 no intervalo do meio da sessão, mas Trump então venceu os três frames consecutivos, fazendo um break de 120 pontos no quinto, para liderar o placar por 4–3. No entanto, Higgins levou a partida a um frame decisivo com um break de 70 e mais um break de 58 no frame final que o ajudou a conquistar uma vitória por 5–4.
O defensor do título Neil Robertson foi originalmente chaveado contra Zhao Xintong, mas Zhao foi forçado a desitir do evento depois que testou positivo para COVID-19. Ele foi substituído por Mark Williams, o próximo jogador elegível de acordo com os critérios da competição, que fez uma viagem de última hora para Hong Kong. Após um voo de 13 horas de Londres e vários testes de COVID, Williams chegou ao hotel uma hora antes de partir para o local da partida, afirmando que havia dormido somente duas horas nos dois dias anteriores. Ele fez um break de 133 no primeiro frame, mas Robertson respondeu com um 105 no segundo. Williams venceu o terceiro frame na bola preta, mas Robertson venceu o frame seguinte, empatando o placar em 2–2. Após o intervalo do meio da sessão, Robertson fez um break de 140 no quinto frame e também venceu o sexto para uma vantagem de 4–2. Williams venceu o sétimo com um break de 80 e teve uma chance no oitavo para forçar um frame final, mas Robertson não deixou e garantiu a vitória por 5–3. Williams afirmou posteriormente que sabia que não poderia vencer a partida nessas condições, mas viajou para o torneio por causa do prêmio oferecido.
Jogando diante de um público de mais de 5 mil espectadores, o então defensor do título mundial e número um do mundo Ronnie O'Sullivan fez breaks de 72, 100, 59, 81 e 95 ante a tricampeã mundial feminina de snooker Ng On-yee e venceu por 5–0 em uma partida que durou 52 minutos.

### Semifinal

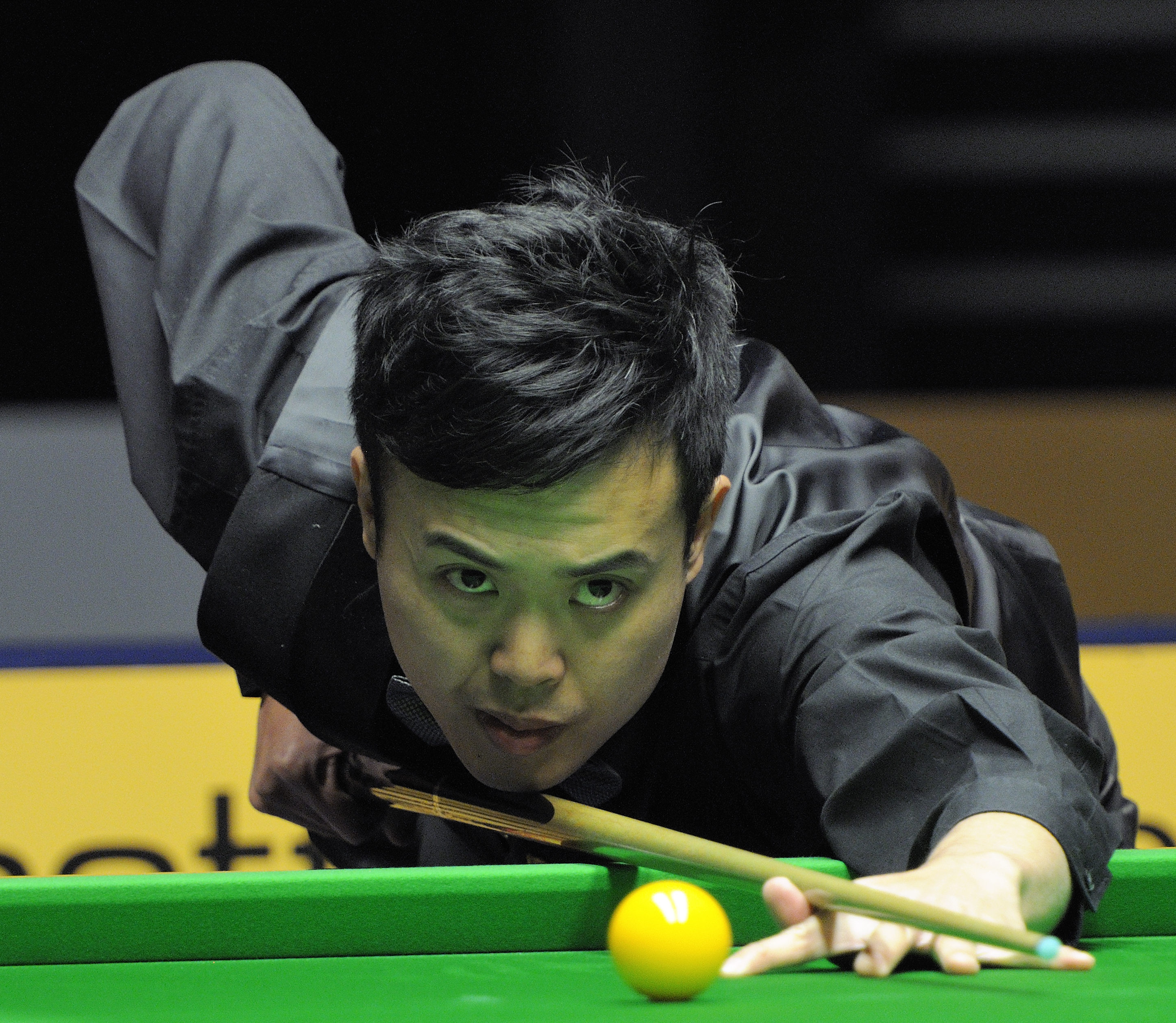
Marco Fu (imagem) fez o quinto break máximo de sua carreira no frame final da sua partida semifinal contra John Higgins.

As semifinais foram disputadas em 8 de outubro no melhor de 11 frames. Na primeira semifinal, novamente disputada diante de um público de mais de 5 mil espectadores, Fu enfrentou Higgins, que venceu o frame de abertura com break de 105 pontos. Fu empatou o placar com um break de 75 no segundo depois que Higgins perdeu uma vermelha, mas Higgins venceu os dois próximos frames com breaks de 68 e 83 para liderar por 3–1 no intervalo do meio da sessão. Fu venceu o quinto frame com um break de 61, mas Higgins manteve uma vantagem de 4–2 com um break de 91 no sexto. No sétimo frame, Higgins perdeu uma vermelhao durante um break de 41 e Fu venceu o frame com um break de 70; ele também venceu o oitavo frame para empatar o placar em 4–4. Higgins fez seu segundo break de 105 da partida no nono frame para assumir a liderança por 5–4, mas Fu respondeu com um break de 72 no décimo para forçar um frame decisivo. Fu fez o fez o quinto break máximo de sua carreira derrotando Higgins por 6–5, marcando a sétima vez na história do snooker que um break máximo ocorreu no frame decisivo de uma partida.
Na segunda semifinal, disputada para um público de cerca de 7 500 pessoas, O'Sullivan enfrentou Robertson. O'Sullivan venceu o primeiro frame, mas Robertson levou o segundo na bola preta para empatar o placar em 1–1. Robertson então fez três centuries consecutivos de 105, 100 e 135 para assumir a liderança de 4–1. Robertson marcou um total de 443 pontos sem resposta do adversário antes de perder uma preta no sexto frame, o que deu a O'Sullivan a oportunidade de vencer o frame com um break de 93. O'Sullivan venceu um sétimo frame tático dimiuindo a difernça do placar para 3–4, e então fez centuries consecutivos de 105 e 104 para liderar o placar em 5–4. Robertson assumiu a liderança no décimo frame, mas O'Sullivan fez um break de 52 para vencer seu quinto frame consecutivo e fechar a partida por 6–4.

### Final

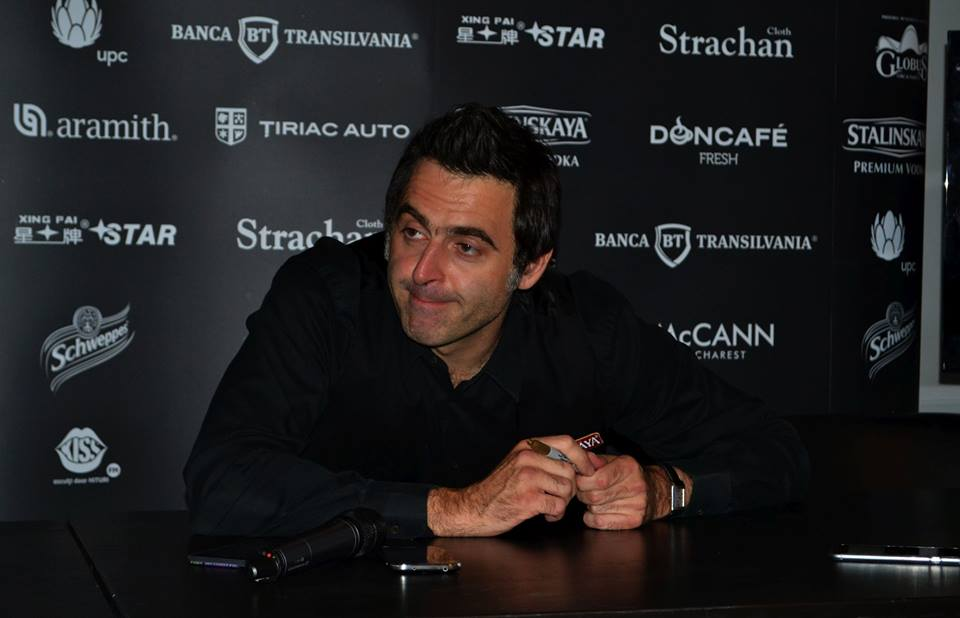
Ronnie O'Sullivan venceu o evento pela primeira vez.

A final foi disputada em 9 de outubro no melhor de 11 frames entre O'Sullivan e Fu. Cerca de 9 mil espectadores compareceram à final com ingressos esgotados, estabelecendo um novo recorde para público presente em uma partida de snooker. O'Sullivan venceu o primeiro frame, mas Fu venceu o segundo com um break de 55 pontos. O'Sullivan então venceu o terceiro e o quarto com breaks de 71 e 59 para liderar por 3–1 no intervalo do meio da sessão. O'Sullivan também venceu o quinto frame estabelecendo uma vantagem de 4–1. Embora Fu tenha vencido o sexto com uma entrada de 98 pontos, O'Sullivan respondeu com um century de 105 no sétimo frame. No oitavo frame, O'Sullivan parecia estar prestes a vencer, mas permitiu a Fu vencer o frame. Fu também venceu o nono com um break de 56 para perder e ficar a um frame no placar, ou seja, 4–5. No entanto, O'Sullivan fez um break de 114 pontos no décimo frame, garantindo a vitória por 6–4 e o título do torneio.

## Jogos
|  | Quartas de final Melhor de 9 frames | Quartas de final Melhor de 9 frames |                       |   | Semifinal Melhor de 11 frames | Semifinal Melhor de 11 frames |  |  | Final Melhor de 11 frames | Final Melhor de 11 frames |
|  |                                     |                                     |                       |   |                               |                               |  |  |                           |                           |
|  |                                     |                                     |                       |   |                               |                               |  |  |                           |                           |
|  |                                     |                                     |                       |   |                               |                               |  |  |                           |                           |
|  | Ronnie O'Sullivan (1)               | 5                                   |                       |   |                               |                               |  |  |                           |                           |
|  | Ronnie O'Sullivan (1)               | 5                                   |                       |   |                               |                               |  |  |                           |                           |
|  | Ng On-yee                           | 0                                   |                       |   |                               |                               |  |  |                           |                           |
|  | Ng On-yee                           | 0                                   | Ronnie O'Sullivan (1) | 6 |                               |                               |  |  |                           |                           |
|  |                                     |                                     | Ronnie O'Sullivan (1) | 6 |                               |                               |  |  |                           |                           |
|  |                                     | Neil Robertson (4)                  | 4                     |   |                               |                               |  |  |                           |                           |
|  | Neil Robertson (4)                  | Neil Robertson (4)                  | 4                     | 5 |                               |                               |  |  |                           |                           |
|  | Neil Robertson (4)                  |                                     |                       | 5 |                               |                               |  |  |                           |                           |
|  | Mark Williams                       | 3                                   |                       |   |                               |                               |  |  |                           |                           |
|  | Mark Williams                       | 3                                   | Ronnie O'Sullivan (1) | 6 |                               |                               |  |  |                           |                           |
|  |                                     |                                     | Ronnie O'Sullivan (1) | 6 |                               |                               |  |  |                           |                           |
|  |                                     | Marco Fu                            | 4                     |   |                               |                               |  |  |                           |                           |
|  | Mark Selby(3)                       | Marco Fu                            | 4                     | 2 |                               |                               |  |  |                           |                           |
|  | Mark Selby(3)                       |                                     |                       | 2 |                               |                               |  |  |                           |                           |
|  | Marco Fu                            | 5                                   |                       |   |                               |                               |  |  |                           |                           |
|  | Marco Fu                            | 5                                   | Marco Fu              | 6 |                               |                               |  |  |                           |                           |
|  |                                     |                                     | Marco Fu              | 6 |                               |                               |  |  |                           |                           |
|  |                                     | John Higgins                        | 5                     |   |                               |                               |  |  |                           |                           |
|  | Judd Trump (2)                      | John Higgins                        | 5                     | 4 |                               |                               |  |  |                           |                           |
|  | Judd Trump (2)                      |                                     |                       | 4 |                               |                               |  |  |                           |                           |
|  | John Higgins                        | 5                                   |                       |   |                               |                               |  |  |                           |                           |
|  | John Higgins                        | 5                                   |                       |   |                               |                               |  |  |                           |                           |

### Final
| Final: Melhor de 11 frames. Árbitro: Jerry Chan Hong Kong Coliseum, Hung Hom, Hong Kong, 9 de outubro de 2022.                                  |                |                      |
| Ronnie O'Sullivan (1) · Inglaterra | 6–4            | Marco Fu · Hong Kong |
| Placar dos frames: 122–0 (52), 0–99 (55), 71–13 (71), 102–1 (59), 72–28, 0–98 (98), 105–0 (105), 52–61 (O'Sullivan 51), 15–77 (56), 114–0 (114) |                |                      |
| 114 | Maior break    | 98                   |
| 2 | Century breaks | 0                    |
| 6 | Breaks de 50+  | 3                    |

## Century breaks
Foram feitos 18 century breaks durante o evento. O maior deles foi uma break máximo de 147 pontos feito por Fu no frame decisivo de sua partida semifinal contra Higgins.
- 147 – Marco Fu
- 140, 135, 105, 105, 100 – Neil Robertson
- 136, 120 – Judd Trump
- 133 – Mark Williams
- 114, 105, 105, 104, 100 – Ronnie O'Sullivan
- 112 – Mark Selby
- 105, 105, 102 – John Higgins